# Microsoft Data Access Components
Microsoft Data Access Components (MDAC、Windows DACとも呼ばれる) は、プログラマーがあらゆる種類のデータストアにアクセスできる、アプリケーション開発の際の統一された包括的方法を可能にするマイクロソフトのテクノロジフレームワークのこと。ActiveX Data Objects (ADO)、OLE DB、Open Database Connectivity (ODBC) などが構成要素である。 Microsoft Jet Database Engine、MSDASQL (ODBC用のOLE DBプロバイダー)、Remote Data Services (RDS) なども含まれるが、利用は非推奨となっている。Data Access Objects APIやRemote Data Objectsなどは廃止された。
MDACの初版は1996年8月にリリースされた。当時、マイクロソフトは、MDACはスタンドアロンプログラムというよりも概念であり、広範囲に配布する方法はないとしていた。その後、マイクロソフトはMDACのアップグレード版をウェブベースの再配布可能パッケージとしてリリースした。最終的に、それ以降のバージョンはMicrosoft WindowsやInternet Explorerと統合され、MDAC 2.8 SP1では、再配布可能パッケージとしてのMDACの提供を停止した。
MDACは、その歴史を通じて、いくつかのセキュリティ上の欠陥が報告され、特権昇格攻撃などの攻撃が行われたが、指摘された脆弱性は後のバージョンで迅速に修正された。最新バージョンは2.8 サービスパック1であるが、この製品にはさまざまなバージョンがあり、その構成要素の多くは非推奨になり、新しいマイクロソフトテクノロジに置き換えられている。 MDACは、Windows VistaではWindows DACという名前になった。